# 세계 에스페란토 협회
세계 에스페란토 협회(世界Esperanto協會, 에스페란토: Universala Esperanto-Asocio, 약자 UEA)는 세계 최대의 에스페란토 관련 비정부 기구이다. 121개국에 걸친 회원을 자랑하며, 에스페란토를 널리 퍼뜨리는 것을 목표로 한다. 유엔 · 유네스코와 공식 관계를 맺고 있으며, 세계 에스페란토 대회를 조직한다.

## 조직

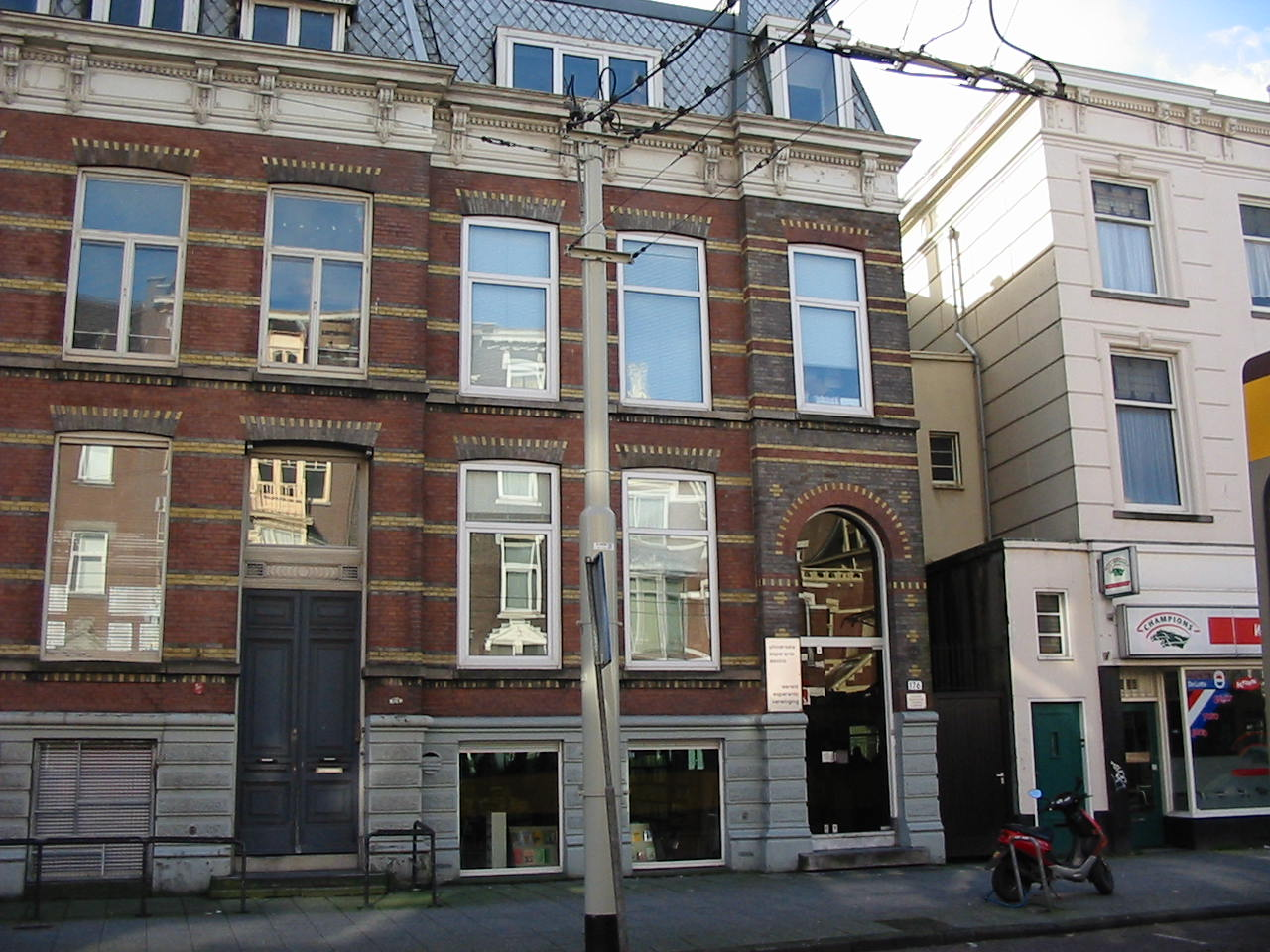
세계 에스페란토 협회 로테르담 중앙 사무소

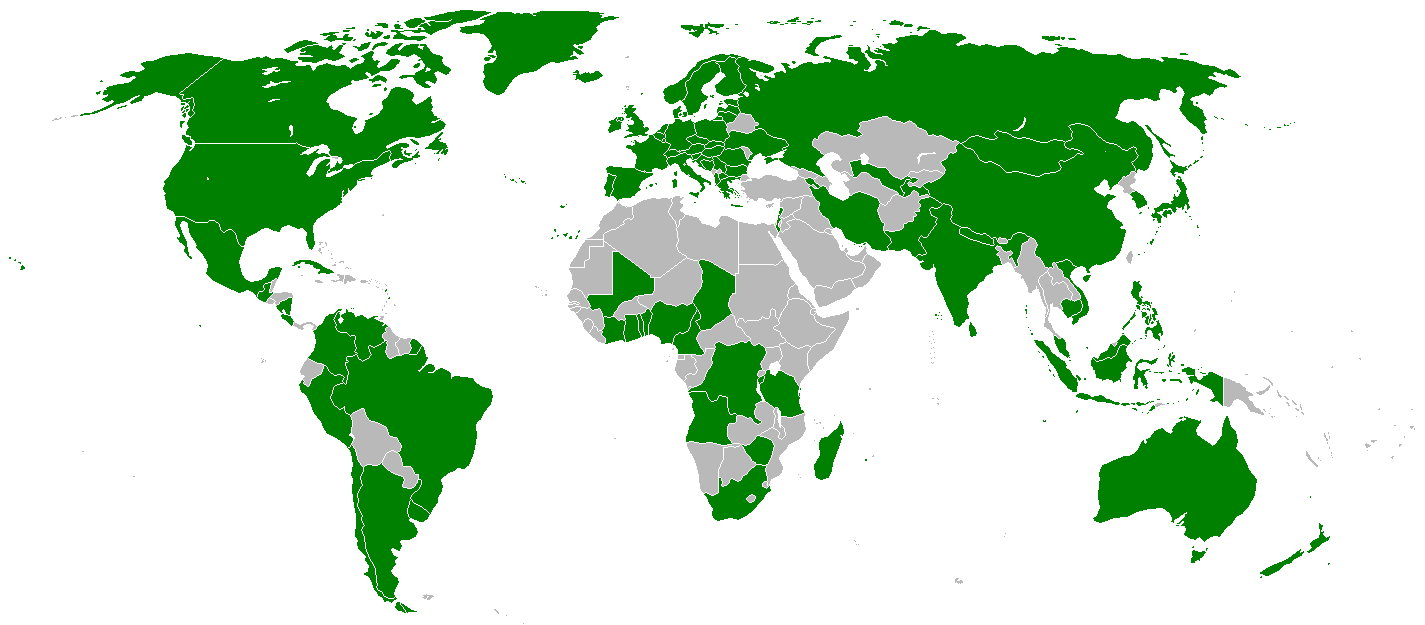
세계의 에스페란토 협회. 녹색은 세계 협회에 가입한 나라, 청색은 에스페란토 청년회(TEJO)에만 가입한 나라, 하늘색은 그 밖에 다른 에스페란토 관련 조직밖에 없는 나라.

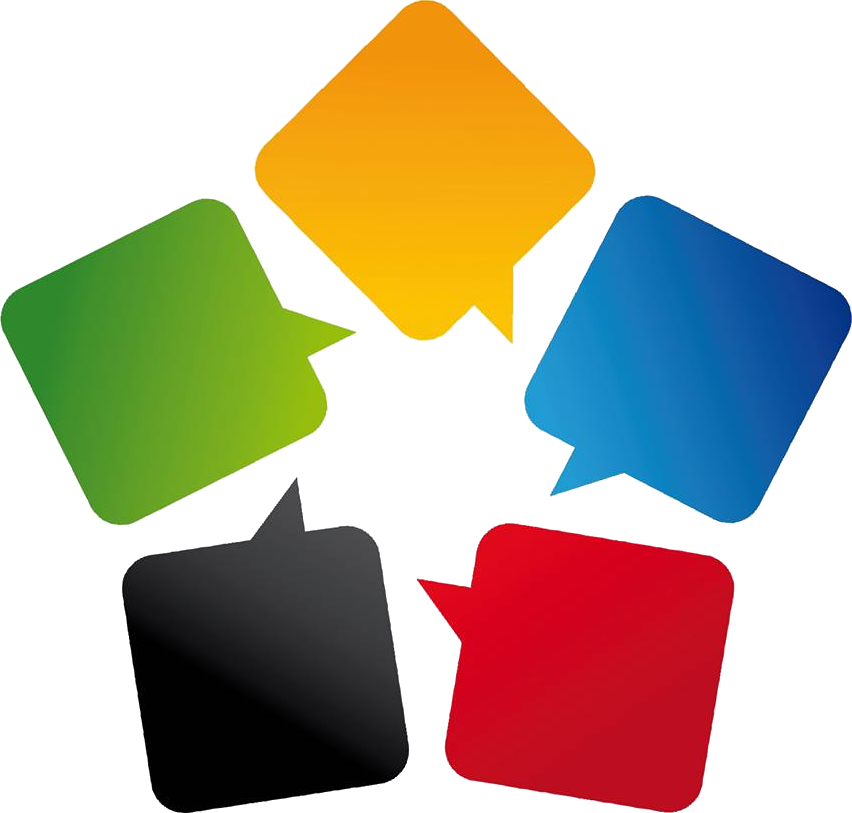
세계 에스페란토 협회 로고

세계 협회는 로테르담에 본부를 두고 있으며, 70개국의 에스페란토 협회로 이루어진다. 회원들은 로테르담 본부에 직접 가입할 수도 있고, 각국 협회를 통해 간접적으로 가입할 수도 있다.
세계 협회의 가장 높은 조직은 최고위원회(Komitato de UEA)로, 3년마다(2007, 2010, 2013…) 선거로 정한다. 최고위원회는 통상적으로 매년 세계 대회 동안에 한 번만 모인다. 최고위원회는 회장(Prezidanto), 서기(Ĝenerala Sekretario), 한 명 또는 두 명의 부회장(Vicprezidanto)을 선출한다. 현 회장(2013~)은 캐나다의 마크 페츠(Mark Fetts)이다.
로테르담 중앙 사무소(Centra Oficejo) 말고도 뉴욕 본부(유엔 관련)를 두고 있으며, 베냉 모노 주 로코사(Lokossa)에 아프리카 본부를 두고 있다.
또한, 세계 에스페란토 청년 단체(TEJO)라는 청년부가 있다.

## 역사

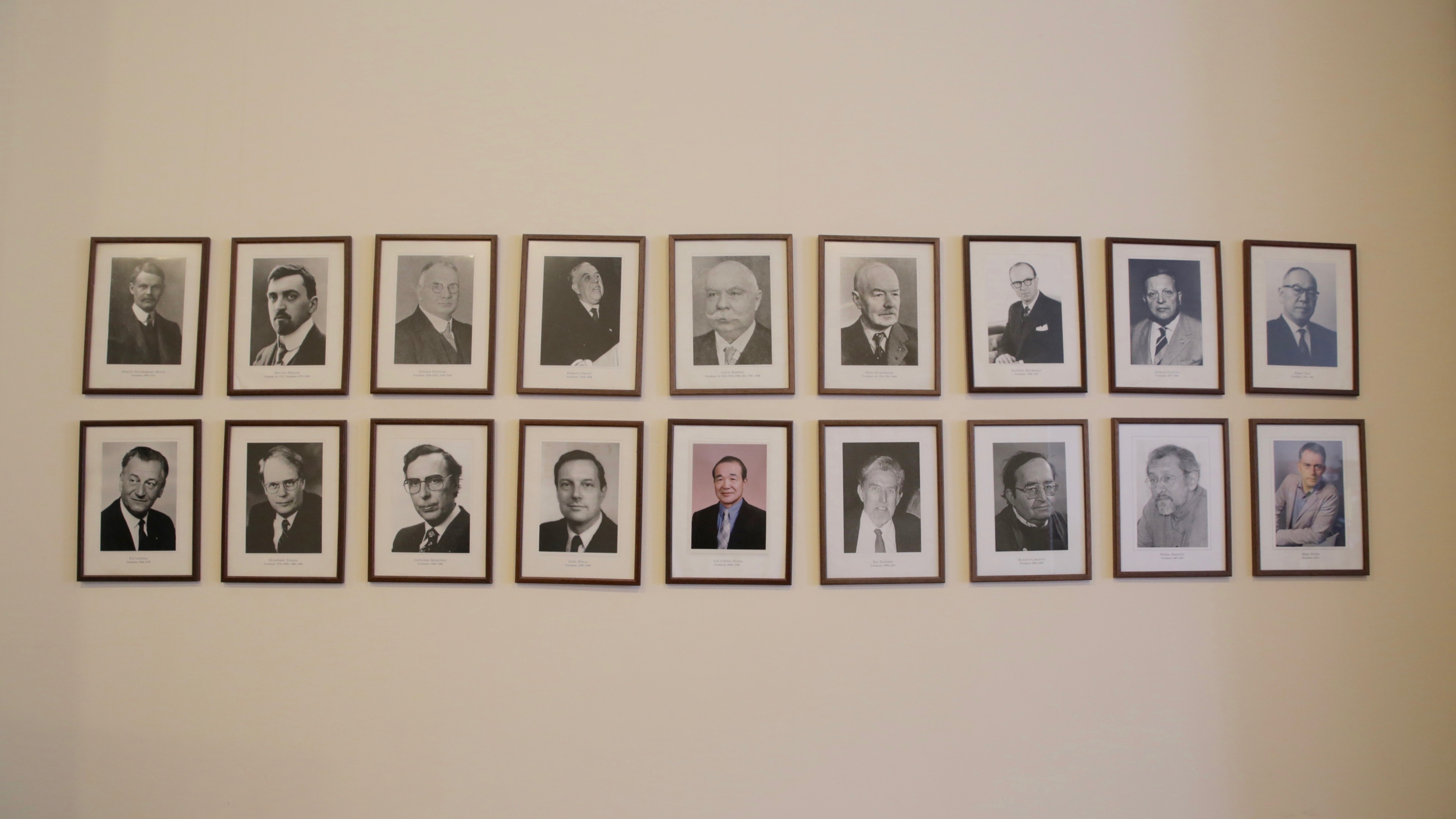
회장

1908년 4월에 28일에 스위스의 헥토어 호들러가 창립하였다.
역대 회장은 다음과 같다.
| 임기      | 회장                                                      | 국적           |
| --------- | --------------------------------------------------------- | -------------- |
| 1908-1916 | 해럴드 볼링브로크 뮤디(영어: Harold Bolingbroke Mudie)    | 영국           |
| 1916-1919 | (공석)                                                    | (공석)         |
| 1919-1920 | 헥토어 호들러                                             | 스위스         |
| 1920-1924 | 에두아르트 슈테틀러(독일어: Eduard Stettler)              | 스위스         |
| 1924-1928 | 에드몽 프리바                                             | 스위스         |
| 1928-1934 | 에두아르트 슈테틀러(독일어: Eduard Stettler)              | 스위스         |
| 1934-1936 | 루이 바스티앙(프랑스어: Louis Bastien)                    | 프랑스         |
| 1936-1941 | 카를 막스 리니거(독일어: Karl Max Liniger)                | 스위스         |
| 1941-1947 | 한스 헤르만 퀴르슈타이너(독일어: Hans Hermann Kürsteiner) | 스위스         |
| 1947-1956 | 에른프리드 말름그렌(스웨덴어: Ernfrid Malmgren)           | 스웨덴         |
| 1956-1960 | 조르조 카누토(이탈리아어: Giorgio Canuto)                 | 이탈리아       |
| 1960-1962 | 해리 홈스(영어: Harry W. Holmes) (임시)                   | 영국           |
| 1962-1964 | 야기 히데오(일본어: 八木 日出雄)                          | 일본           |
| 1964      | 해리 홈스(영어: Harry W. Holmes) (임시)                   | 영국           |
| 1964-1974 | 이보 라페나                                               | 유고슬라비아   |
| 1974-1980 | 험프리 통킨                                               | 미국           |
| 1980-1986 | 그레구아르 메르탕(프랑스어: Grégoire Maertens)            | 벨기에         |
| 1986-1989 | 험프리 통킨                                               | 미국           |
| 1989-1995 | 존 웰스(영어: John C. Wells)                              | 영국           |
| 1995-1998 | 이종영                                                    | 대한민국       |
| 1998-2001 | 케펠 엔더비(영어: Keppel Enderby)                         | 오스트레일리아 |
| 2001-2007 | 레나토 코르세티                                           | 이탈리아       |
| 2007-2013 | 프로발 다슈굽토                                           | 인도           |
| 2013-     | 마크 페츠(영어: Mark Fettes)                              | 캐나다         |

## 같이 보기
- 세계 에스페란토 청년 단체
- 세계무민족성협회

## 참고 문헌
- Ulrich Lins, "Analiza skizo pri la historio de la monda organizo". Esperanto en perspektivo]]에 수록. 1974, 로테르담, UEA. pp. 413~506.
- Marcus Sikosek (가명 Ziko van Dijk), Die neutrale Sprache. Eine politische Geschichte des Esperanto-Weltbundes 비드고슈치, Skonpres, 2006. 459쪽. ISBN 978-83-89962-03-4
- Ivan Shiryaev, Lajos Kökény, Vilmos Bleier. "UEA", Enciklopedio de Esperanto. Literatura Mondo, 부다페스트, 1934.